# Биоинформатика
Биоинформа́тика — междисциплинарная область, объединяющая общую биологию, молекулярную биологию, кибернетику, генетику, химию, компьютерные науки, математику и статистику. Крупномасштабные биологические проблемы, требующие анализа больших объёмов данных, решаются биоинформатикой с вычислительной точки зрения. Биоинформатика главным образом включает в себя изучение и разработку компьютерных методов и направлена на получение, анализ, хранение, организацию и визуализацию биологических данных.
В похожем контексте часто упоминается термин вычислительная биология. Эта область акцентирует свое внимание на разработке алгоритмов и математическом моделировании социальных, поведенческих и биологических систем. Биоинформатику считают областью внутри вычислительной биологии, которая главным образом сфокусирована на статистической обработке биологических данных.
Различия в подходе с разных сторон: биоинформатики — это биологи, специализирующиеся на использовании вычислительных систем и инструментов для решения биологических задач, а вычислительные биологи — это специалисты по компьютерным наукам, математики, статистики и инженеры, разрабатывающие инструменты для таких расчётов.
Биоинформатика в широком смысле подразумевает работу с любыми видами биологических данных, включая исследование электронных микрофотографий, поиск ключевых слов в биологической литературе и так далее. Если рассматривать биоинформатику как набор подходов и методов для работы с данными, то в зависимости от типов технических задач она включает в себя:
- Разработку алгоритмов и программ для более эффективной работы с данными
- Хранение и передачу информации или работу с базами данных

Однако, биоинформатические методы анализа также неразрывно связаны со многими научными областями, которые подразумевает поиск ответов на конкретные биологические вопросы. В таком случае основные направления можно выделить на основании исследуемых объектов:
- Биоинформатика последовательностей
- Анализ экспрессий
- Структурная биоинформатика
- Изучение клеточной организации
- Системная биология

Для каждого из перечисленных разделов можно выделить свои стандартные типы данных, способы их обработки, биоинформатические алгоритмы и базы данных.
В биоинформатике используются методы прикладной математики, статистики и информатики. Биоинформатика используется в биохимии, биофизике, экологии и в других областях. Наиболее часто используемыми инструментами и технологиями в этой области являются языки программирования Python, R, Java, C#, C++; язык разметки — XML; язык структурированных запросов к базам данных — SQL; программно-аппаратная архитектура параллельных вычислений — CUDA; пакет прикладных программ для решения задач технических вычислений и одноимённый язык программирования, используемый в этом пакете — MATLAB, и электронные таблицы.

## Введение
Биоинформатика стала важной частью многих областей биологии. Биоинформатические методы анализа дают возможность интерпретировать большие объемы экспериментальных данных, что до развития этой области было практически невозможно. Например, экспериментальной молекулярной биологии часто используются такие методы биоинформатики, как обработка изображений и сигналов. В области генетики и геномики биоинформатика помогает в функциональной аннотации геномов, детекции и анализе мутаций. Важной задачей является изучение экспрессии генов и способов её регуляции. Кроме того, инструменты биоинформатики позволяют сравнивать геномные данные, что является необходимым условием для изучения принципов молекулярной эволюции.
В общем виде, биоинформатика помогает анализировать и каталогизировать биохимические пути и сети, которые являются важной частью системной биологии. В структурной биологии, она помогает в моделировании ДНК, РНК и белковых структур, а также молекулярных взаимодействий.
Последние успехи в обработке биологических данных привели к значительным изменениям в области биомедицины. Благодаря развитию биоинформатики у ученых появилась возможность идентифицировать молекулярные механизмы, лежащие в основе как наследственных, так и приобретенных заболеваний, что помогает в разработке эффективных способов лечения и более точных тестов для диагностики заболеваний. Направление исследований, которое позволяет предсказывать эффективность и неблагоприятные эффекты действия лекарственных средств у пациентов, получило название фармакогенетика, и в его основе также лежат биоинформатические методы.
Важная роль биоинформатики также заключается в анализе биологической литературы и развитии биологических и генетических онтологий по организации биологических данных.

### История
Опираясь на признание важной роли передачи, хранения и обработки информации в биологических системах, в 1970 году Полина Хогевег ввела термин «биоинформатика», определив его как изучение информационных процессов в биотических системах. Это определение проводит параллель биоинформатики с биофизикой (учение о физических процессах в биологических системах) или с биохимией (учение о химических процессах в биологических системах).

#### Последовательности
Историю биоинформатики последовательностей можно отсчитывать от достижений 1950-х годов. В феврале 1953 года Уотсон и Крик предложили модель молекулы ДНК, а в мае 1953 года опубликовали статью в журнале Nature, в которой разбирался вопрос о ДНК как о носителе кода генетической информации. Кроме того, в конце 1950-х Сэнгер опубликовал первую последовательность белка, инсулина.
Наиболее используемым методом секвенирования аминокислотных последовательностей стала деградация Эдмана, основным недостатком которой была сложность в получении длинных белковых последовательностей: теоретический максимум составлял 50—60 аминокислот за одну реакцию. Из-за этого белки нужно было сначала расщеплять на мелкие фрагменты, а затем собирать последовательности белка из сотен коротких цепей, что не всегда удавалось сделать правильно. Решение этой проблемы предложила  Маргарет Дейхофф (1925—1983) — американская учёная, физический химик. Дейхофф активно использовала в своей работе компьютерные методы и увидела потенциал в их применении в области биологии и медицины. В 1962 году она завершила разработку COMPROTEIN, инструмента для определения первичной структуры белка с использованием данных секвенирования пептидов по методу Эдмана. В COMPROTEIN ввод и вывод аминокислотной последовательности был представлен в трехбуквенных сокращениях. Чтобы упростить обработку данных о последовательностях белков, Дейхофф позже разработала однобуквенный аминокислотный код, который используется до сих пор. Вклад Дейхофф в эту область настолько значителен, что Дэвид Дж. Липман, бывший директор Национального центра биотехнологической информации (NCBI), называл ее «мать и отец биоинформатики».
С накоплением новых последовательностей белков, в них стали прослеживаться некоторые закономерности. Так, Цукеркандль и Полинг отметили, что ортологичные белки позвоночных (например, гемоглобин), демонстрируют слишком высокую степень сходства последовательностей чтобы быть результатом конвергентной эволюции. Для подтверждения новых эволюционных гипотез были необходимы новые математические и компьютерные методы. Первый алгоритм динамического программирования для парных выравниваний белковых последовательностей был разработан в 1970 году Нидлманом и Вуншем. Алгоритмы множественного выравнивания последовательностей появились значительно позже: первый практически применимый алгоритм был разработан Да-Фэй Фэн и Расселом Ф. Дулитлом в 1987 году. Его упрощение, алгоритм CLUSTAL, используется до сих пор. Кроме того, в 1978 году группа ученых, в которую входила Дейхофф, создала первую модель замен, основанную на наблюдении точечных принятых мутаций (PAMs) в филогенетических деревьях 71 семейства белков, имеющих более 85 % идентичности. В результате была получена матрица, содержащая значения вероятности замен аминокислот.
Центральная догма молекулярной биологии, которая была опубликована Френсисом Криком в 1970 году, а также постепенное определение всех аминокислот, кодируемых 68 кодонами, привели к постепенной смене парадигмы от белковой эволюции к эволюции ДНК в 1970—1980 годах. Появилась необходимость научиться читать последовательности ДНК. Первым методом секвенирования ДНК, получившим широкое распространение, стал метод секвенирования Максама — Гилберта в 1976 году. Однако наибольшее распространение получил метод, разработанный в лаборатории Фредерика Сэнгера в 1977 году, он используется до сих пор. Секвенирование по Сэнгеру позволило получать довольно большие для того времени объёмы информации, но размер фрагментов, которые получалось секвенировать, был ограничен сотнями нуклеотидов, чего хватало только для изучения таких небольших геномов, как геномы бактериофагов. Первое программное обеспечение, предназначенное для анализа последовательностей, полученный в результате секвенирования по Сэнгеру было опубликовано Роджером Стаденом в 1979 году. Этот пакет компьютерных программ позволил не только для сборки последовательносей в контиги, но и для проверки и редактирования этих последовательностей, а также для аннотации.

#### Геномы
С публикации генома человека в начале XXI века началась геномная эра биоинформатики. Проект был инициирован в 1991 году в США и обошёлся в 2,7 миллиарда долларов, заняв более 13 лет. В 1998 году Celera Genomics произвела конкурирующее частное исследование по секвенированию и сборке человеческого генома. Исследование потребовало в 10 раз меньше денег и катализировало разработку новых экспериментальных стратегий секвенирования, таких как 454 и Illumina. Стоимость секвенирования ДНК упала на несколько порядков, что привело к колоссальному увеличению количества последовательностей в публичных базах данных. Возникла потребность в разработке способов хранения и быстрой обработке биологических данных. В 2005 году был создан Консорциум геномных стандартов и мандат, определивший минимальную информацию необходимую для публикации геномной последовательности. Целью развития технологий изучения генома является удешевление стоимости расшифровки одного генома предположительно до 100$, что существенно сократит затраты и поможет внедрению этих процедур в повседневную жизнь.

### Цели
Главная цель биоинформатики — способствовать пониманию биологических процессов. Отличие биоинформатики от других подходов состоит в том, что она фокусируется на создании и применении интенсивных вычислительных методов для достижения этой цели. Примеры подобных методов: распознавание образов, data mining, алгоритмы машинного обучения и визуализация биологических данных. Основные усилия исследователей направлены на решение задач выравнивания последовательностей, нахождения генов (поиск региона ДНК, кодирующего гены), расшифровки генома, конструирования лекарств, разработки лекарств, выравнивания структуры белка, предсказания структуры белка, предсказания экспрессии генов и взаимодействий «белок-белок», полногеномного поиска ассоциаций и моделирования эволюции. 
Биоинформатика сегодня подразумевает создание и совершенствование баз данных, алгоритмов, вычислительных и статистических методов и теории для решения практических и теоретических проблем, возникающих при управлении и анализе биологических данных.

## Основные области исследований

### Анализ генетических последовательностей
C тех пор как в 1977 году был секвенирован фаг Phi-X174, последовательности ДНК всё большего числа организмов были дешифрованы и сохранены в базах данных. Эти данные используются для определения последовательностей белков и регуляторных участков. Сравнение генов в рамках одного или разных видов может продемонстрировать сходство функций белков или отношения между видами (таким образом могут быть составлены Филогенетические деревья). С возрастанием количества данных уже давно стало невозможным вручную анализировать последовательности. В наши дни для поиска по геномам тысяч организмов, состоящих из миллиардов пар нуклеотидов используются компьютерные программы. Программы могут однозначно сопоставить (выровнять) похожие последовательности ДНК в геномах разных видов; часто такие последовательности несут сходные функции, а различия возникают в результате мелких мутаций, таких как замены отдельных нуклеотидов, вставки нуклеотидов, и их «выпадения» (делеции). Один из вариантов такого выравнивания применяется при самом процессе секвенирования. Так называемая техника «дробного секвенирования» (которая была, например, использована Институтом Генетических Исследований для секвенирования первого бактериального генома, Haemophilus influenzae) вместо полной последовательности нуклеотидов даёт последовательности коротких фрагментов ДНК (каждый длиной около 600—800 нуклеотидов). Концы фрагментов накладываются друг на друга и, совмещённые должным образом, дают полный геном. Такой метод быстро даёт результаты секвенирования, но сборка фрагментов может быть довольно сложной задачей для больших геномов. В проекте по расшифровке генома человека сборка заняла несколько месяцев компьютерного времени. Сейчас этот метод применяется для практически всех геномов, и алгоритмы сборки геномов являются одной из острейших проблем биоинформатики на сегодняшний момент.
Другим примером применения компьютерного анализа последовательностей является автоматический поиск генов и регуляторных последовательностей в геноме. Не все нуклеотиды в геноме используются для задания последовательностей белков. Например, в геномах высших организмов, большие сегменты ДНК явно не кодируют белки и их функциональная роль неизвестна. Разработка алгоритмов выявления кодирующих белки участков генома является важной задачей современной биоинформатики.
Биоинформатика помогает связать геномные и протеомные проекты, к примеру, помогая в использовании последовательности ДНК для идентификации белков.

### Аннотация геномов
В контексте геномики аннотация — процесс маркировки генов и других объектов в последовательности ДНК. Первая программная система аннотации геномов была создана в 1995 году Оуэном Уайтом, работавшим в команде Института Геномных Исследований (англ. The Institute for Genomic Research), секвенировавшей и проанализировавшей первый декодированный геном свободноживущего организма, бактерии Haemophilus influenzae. Доктор Уайт построил систему для нахождения генов (участок ДНК, задающий последовательность определённого полипептида либо функциональной РНК), тРНК и других объектов ДНК и сделал первые обозначения функций этих генов. Большинство современных систем аннотации генома работают сходным образом, но такие программы доступные для анализа геномной ДНК, как GeneMark, используются для нахождения генов, кодирующих белок в Haemophilus influenzae, постоянно меняются и совершенствуются.

### Вычислительная эволюционная биология
Эволюционная биология исследует происхождение и появление видов, также как их развитие с течением времени. Информатика помогает эволюционным биологам в нескольких аспектах:
- изучать эволюцию большого числа организмов, измеряя изменения в их ДНК, а не только в строении или физиологии;
- сравнивать целые геномы (см. BLAST), что позволяет изучать более комплексные эволюционные события, такие как: дупликация генов, горизонтальный перенос генов, и предсказывать бактериальные специализирующие факторы;
- строить компьютерные модели популяций, чтобы предсказать поведение системы во времени;
- отслеживать появление публикаций, содержащих информацию о большом количестве видов.

Область в компьютерных науках, которая использует генетические алгоритмы, часто путают с компьютерной эволюционной биологией, но две эти области не обязательно связаны. Работа в этой области использует специализированное программное обеспечение для улучшения алгоритмов и вычислений и основывается на эволюционных принципах, таких, как репликация, диверсификация через рекомбинацию или мутации, и выживании в естественном отборе.

### Оценка биологического разнообразия
Биологическое разнообразие экосистемы может быть определено как полная генетическая совокупность определённой среды, состоящая из всех обитающих видов, и пусть это биоплёнка в заброшенной шахте, капля морской воды, горсть земли или вся биосфера планеты Земля. Для сбора видовых имён, описаний, области распространения, генетической информации используются базы данных. Специализированное программное обеспечение применяется для поиска, визуализации и анализа информации, и, что более важно, предоставления её другим людям. Компьютерные симуляторы моделируют такие вещи, как популяционная динамика, или вычисляют общее генетическое здоровье культуры в агрономии. Один из важнейших потенциалов этой области заключается в анализе последовательностей ДНК или полных геномов целых вымирающих видов, позволяя запомнить результаты генетического эксперимента природы в компьютере и возможно использовать вновь в будущем, даже если эти виды полностью вымрут.
Часто из области рассмотрения биоинформатики выпадают методы оценки других компонентов биоразнообразия — таксонов (в первую очередь видов) и экосистем. В настоящее время математические основания биоинформационных методов для таксонов представлены в рамках такого научного направления как фенетика, или численная таксономия. Методы анализа структуры экосистем рассматриваются специалистами таких направлений как системная экология, биоценометрия.

### Основные биоинформатические программы
- ACT (Artemis Comparison Tool) — геномный анализ
- Arlequin — анализ популяционно-генетических данных
- Bioconductor — масштабный FLOSS-проект, предоставляющий множество отдельных пакетов для биоинформатических исследований. Написан на R.
- BioEdit — редактор множественного выравнивания нуклеотидных и аминокислотных последовательностей
- BioNumerics — коммерческий универсальный пакет программ
- BLAST — поиск родственных последовательностей в базе данных нуклеотидных и аминокислотных последовательностей
- Clustal — множественное выравнивание нуклеотидных и аминокислотных последовательностей
- DnaSP — анализ полиморфизма последовательностей ДНК
- FigTree — редактор филогенетических деревьев
- Genepop — популяционно-генетический анализ
- Genetix — популяционно-генетический анализ (программа доступна только на французском языке)
- JalView — редактор множественного выравнивания нуклеотидных и аминокислотных последовательностей
- MacClade — коммерческая программа для интерактивного эволюционного анализа данных
- MEGA — молекулярно-эволюционный генетический анализ
- Mesquite — программа для сравнительной биологии на языке Java
- Muscle — множественное сравнение нуклеотидных и аминокислотных последовательностей. Более быстрая и точная по сравнению с ClustalW
- PAUP — филогенетический анализ с использованием метода парсимонии (и других методов)
- PHYLIP — пакет филогенетических программ
- Phylo_win — филогенетический анализ. Программа имеет графический интерфейс.
- PopGene — анализ генетического разнообразия популяций
- Populations — популяционно-генетический анализ
- PSI Protein Classifier — обобщение результатов, полученных с помощью программы PSI-BLAST
- Seaview — филогенетический анализ (с графическим интерфейсом)
- Sequin — депонирование последовательностей в GenBank, EMBL, DDBJ
- SPAdes — сборщик бактериальных геномов
- SplitsTree — программа для построения филогенетических деревьев
- T-Coffee — множественное прогрессивное выравнивание нуклеотидных и аминокислотных последовательностей. Более чувствительное, чем в ClustalW/ClustalX.
- UGENE — свободный русскоязычный инструмент, множественное выравнивание нуклеотидных и аминокислотных последовательностей, филогенетический анализ, аннотирование, работа с базами данных.
- Velvet — сборщик геномов
- ZENBU — обобщение результатов

## Структурная биоинформатика
К структурной биоинформатике относится разработка алгоритмов и программ для предсказания пространственной структуры белков. Темы исследований в структурной биоинформатике:
- Рентгеноструктурный анализ (РСА) макромолекул
- Индикаторы качества модели макромолекулы, построенной по данным РСА
- Алгоритмы вычисления поверхности макромолекулы
- Алгоритмы нахождения гидрофобного ядра молекулы белка
- Алгоритмы нахождения структурных доменов белков
- Пространственное выравнивание структур белков
- Структурные классификации доменов SCOP и CATH
- Молекулярная динамика